# Miyu Tomita
Miyu Tomita (富田 美憂?, Tomita Miyu; prefettura di Saitama, 15 novembre 1999) è una doppiatrice e cantante giapponese.
È affiliata con Amuse. Dopo aver aspirato a diventare una doppiatrice mentre studiava alle elementari, ha partecipato a due audizioni di doppiaggio nel 2014, vincendone una. Alcuni dei suoi ruoli principali includono Otako in Please Tell Me! Galko-chan, Yume Nijino in Aikatsu Stars!, Gabriel White Tenma in Gabriel DropOut, Riko in Made in Abyss e Rizu Ogata in We Never Learn.

## Biografia
Tomita è nata nella prefettura di Saitama il 15 novembre 1999. Si è interessata alla recitazione vocale per la prima volta mentre era alle elementari, dopo aver visto la serie anime Vampire Knight. Durante questo periodo è diventata anche una fan del doppiatore Mamoru Miyano. Durante i suoi giorni al liceo, era un membro del club di ricerca sui manga della sua scuola. È stata finalista all'audizione di doppiaggio Ani-Tan tenutasi nel 2014 e nello stesso anno ha vinto il Grand Prix all'audizione 2014 per la selezione del programma di sviluppo degli artisti di Voice Actor. Ha debuttato come doppiatrice nel 2015, doppiando una serie di ruoli minori nella serie televisiva anime Himouto! Umaru-chan, inclusa la voce del protagonista Taihei Doma durante un flashback.
Nel 2016, è stata scelta per interpretare il suo primo ruolo importante, ossia Otako nella serie televisiva anime Please Tell Me! Galko-chan, dove ha anche interpretato la sigla di apertura insieme ad Azumi Waki e Minami Takahashi. È stata anche scelta per interpretare il personaggio di Yume Nijino nella serie televisiva anime Aikatsu Stars!, dove ha narrato uno spot pubblicitario per la serie. Nello stesso anno, è stata anche scritturata nel film anime Garo: Divine Flame nel ruolo di Roberto Lewis. Nel 2017, è stata scelta per interpretare Gabriel White Tenma nella serie televisiva anime Gabriel DropOut. Insieme ai co-protagonisti Saori Ōnishi, Naomi Ōzora e Kana Hanazawa, ha interpretato la sigla di apertura Gabriel Dropkick e quella chiusura Hallelujah Essaim. Ha anche interpretato il ruolo di Kuina Natsugawa nella serie televisiva anime Hinako Note. Ha fatto il suo debutto come cantante sotto la Nippon Columbia con l'uscita del singolo Present Moment il 25 novembre 2019; esso è stato usato come sigla di apertura della serie anime After School Dice Club. Il suo fanclub ufficiale, "+ you" (pronunciato "plus you"), è stato lanciato lo stesso giorno del lancio del suo primo album, Prologue, il 30 giugno 2021.

## Doppiaggio

### Anime
2015
- Is the Order a Rabbit?? - compagno di classe A (episodio 8)
- Himouto! Umaru-chan - Taihei Doma (giovane, episodio 7), studentessa (episodi 3–4)

2016
- Please Tell Me! Galko-chan - Otako[5]
- Aikatsu Stars! - Yume Nijino[6]

2017
- Gabriel DropOut - Gabriel White Tenma[9]
- Hinako Note - Kuina Natsukawa[11]
- Made in Abyss - Riko[15]
- Garo: Vanishing Line - Luke (bambino)

2018
- Overlord II - Tina[16]
- Kyōto Teramachi Sanjō no Holmes - Aoi Mashiro[17]
- Ms. Vampire Who Lives in My Neighborhood. - Sophie Twilight[18]

2019
- Kōya no Kotobuki Hikōtai - Chika[19]
- We Never Learn - Rizu Ogata[20]
- Joshi kōsei no mudazukai - Minami "Yamai" Yamamoto[21]
- Hokago saikoro club - Midori Ono[22]
- Aikatsu on Parade! - Yume Nijino[6]
- Z/X Code reunion - Yuni Tsukigata[23]

2020
- Hatena Illusion - Yumemi Hoshisato[24]
- A Certain Scientific Railgun T - Mitori Kōzaku[25]
- Ishuzoku Reviewers - Crimvael[26]
- Dorohedoro - Ebisu[27]
- Tamayomi - Ibuki Kawaguchi[28]
- Kaguya-sama: Love is War - Miko Iino[29]
- Iwakakeru -Sport Climbing Girls- - Nonoka Sugiura[30]
- One Room (terza stagione) - Akira Kotokawa[31]
- Kuma Kuma Kuma Bear - Shuri[32]
- Munō na Nana - Yuka Sasaki[33]
- Dogeza de Tanondemita - Kanan Misenai, Rei Shioya[34]

2021
- Otherside Picnic - Akari Seto[35]
- The Hidden Dungeon Only I Can Enter - Emma Brightness[36]
- Ex-Arm - Yggdrasil[37]
- Vivy: Fluorite Eye's Song - Momoka Kirishima
- Combatants Will Be Dispatched! - Alice Kisaragi[38]
- Battle athletes daiundōkai - Shelley Wong[39]

2022
- Sabikui Bisco - Tirol Ōchagama[40]
- Kaijin Kaihatsubu no Kuroitsu-san - Melty[41]
- Shadowverse Flame - Tsubasa Takanashi[42]
- Skeleton Knight in Another World - Chiyome[43]
- In the Heart of Kunoichi Tsubaki - Tōwata[44]
- Kaguya-sama: Love Is War -Ultra Romantic- - Miko Iino[45]
- Onipan! - Noriko Issun[46]
- The Rising of the Shield Hero 2 - Kizuna Kazayama[47]
- Made in Abyss: The Golden City of the Scorching Sun - Riko[48]
- My Stepmom's Daughter Is My Ex - Isana Higashira[49]
- Smile of the Arsnotoria the Animation - piccola Alberta[50]
- Prima Doll - Gekka[51]
- Shine Post - Homare Torawatari[52]
- The Maid I Hired Recently is Mysterious - Natsume Nakashima[53]
- Mobile Suit Gundam: The Witch from Mercury - Chuatury Panlunch[54]
- Shinobi no Ittoki - Satomi Tsubaki[55]
- Tabi Hani - Akari Yashima[56]

2023
- Tsundere Akuyaku Reijō Liselotte to Jikkyō no Endō-kun to Kaisetsu no Kobayashi-san - Fiene[57]
- That Time I Got Reincarnated as a Slime: Visions of Coleus - Violet
- Isekai Farming - Vita contadina in un altro mondo - Flora

2024
- Dungeon Food - Mickbell
- Shangri-La Frontier - Bilac
- Solo Leveling - Han Song-Yi
- DanDaDan - Muko
- Why Does Nobody Remember Me in This World? - Hinemarill

2025
- Please Put Them On, Takamine-san - Rurika Kurosaki[58]

### Film
2016
- Aikatsu Stars! - Yume Nijino
- Garo: Divine Flame - Roberto Lewis[8]

2019
- Made in Abyss: Journey's Dawn - Riko
- Made in Abyss: Wandering Twilight - Riko
- Kono subarashii sekai ni shukufuku o! Kurenai densetsu - Funfura[59]

2020
- Made in Abyss: Dawn of the Deep Soul - Riko
- That Time I Got Reincarnated as a Slime The Movie: Scarlet Bond - Violet
- Gekijouban High School Fleet - Sachiho "Sunny" Chiba[60]

2022
- The Tunnel to Summer, the Exit of Goodbye[61]

2024
- Code Geass: Rozé of the Recapture
- My Oni Girl - Tsumugi

### Videogiochi
2014
- Granblue Fantasy - Chloe

2017
- Azur Lane - USS New Jersey
- Radiant Historia: Perfect Chronology - Teo
- Nights of Azure 2: Bride of the New Moon - Veruschka

2018
- Onsen Musume - Hinata Kinugawa[62]
- Shōjo Kageki Revue Starlight -Re LIVE- - Lalafin Nonomiya[63]
- Valkyrie Connect - Frigg

2019
- Arknights - Kafka

2020
- Idolmaster Cinderella Girls: Starlight Stage - Akira Sunazuka
- Genshin Impact - Layla

2021
- Blue Archive - Shimiko Endou
- Assault Lily Last Bullet - Himeka Sadamori
- Smile of the Arsnotoria - piccola Alberta[64]
- Closer - Shizuku Hoshino (Eunha)

2022
- Fire Emblem Warriors: Three Hopes - Shez (femmina)
- Made in Abyss: Binary Star Falling into Darkness - Riko[65]
- Samurai Maiden - Komimi[66]

2023
- 404 Game Re:set - Galaxy Force
- KamiKatsu - Enlilta Reesehyde Bertrand (forma femminile)[67]

2024
- Eiyuden Chronicle: Hundred Heroes - Ivy

### Doppiaggio
- Apple of My Eye - Bailey Andrews[68]
- The Returned - Victor[69]